# Carnosol
Carnosol és un diterpè fenòlic que es troba en les plantes romaní (Salvia rosmarinus) i a la Mountain desert sage (Salvia pachyphylla).
Ha estat estudiat in-vitro pels efectes anti-càncer effects en diversos tipus de cèl·lules.